# Hanford (Staffordshire)
Hanford – osada w Anglii, w Staffordshire, w dystrykcie (unitary authority) Stoke-on-Trent. Leży 3,3 km od miasta Stoke-on-Trent, 19,8 km od miasta Stafford i 217,3 km od Londynu. W latach 1870–1872 miejscowość liczyła 832 mieszkańców. Hanford jest wspomniana w Domesday Book (1086) jako Heneford.